# Spojenecká kontrolní rada

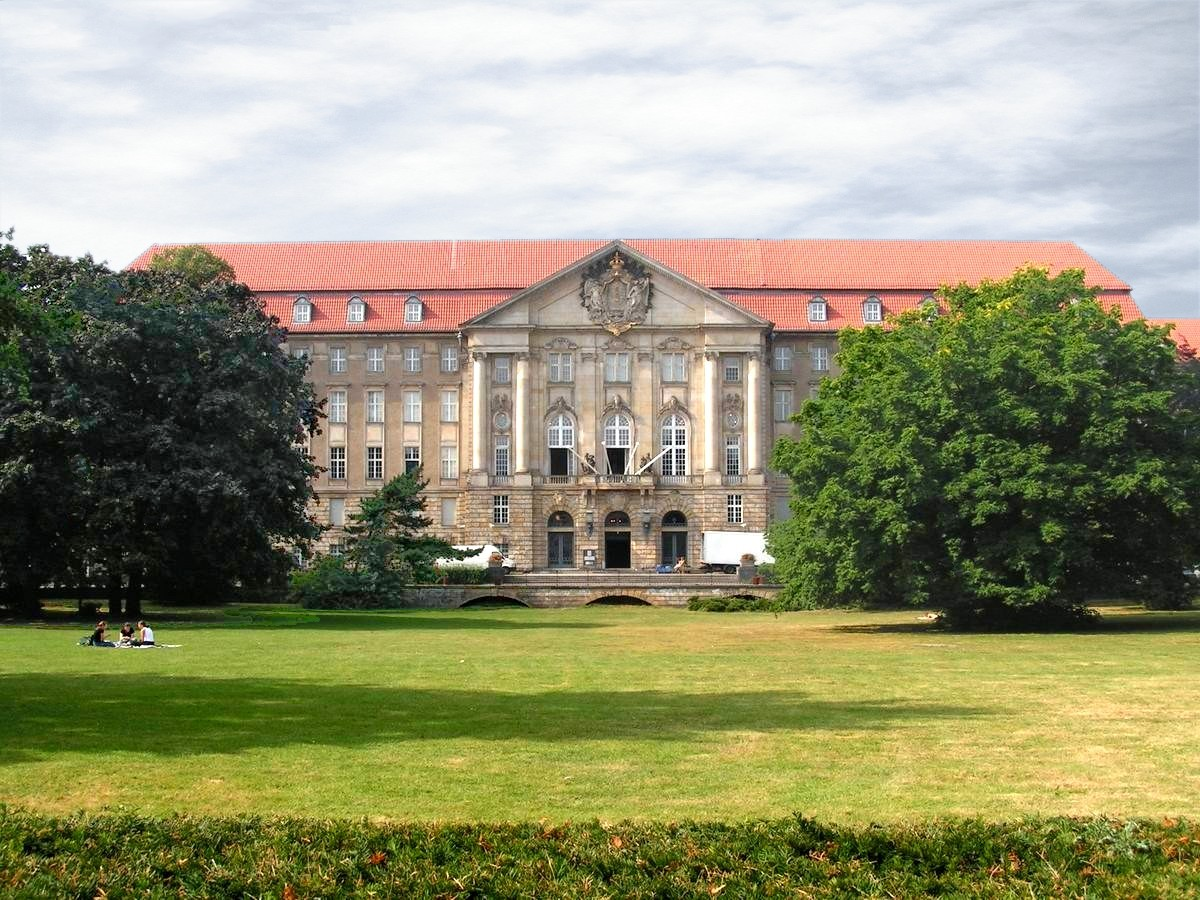
Kammergericht, 1945-1990 Sídlo Spojenecké kontrolní rady

Spojenecká kontrolní rada (anglicky Allied Control Council, německy Alliierter Kontrollrat) byl orgán spojenecké vojenské okupace okupačních zón Německa po druhé světové válce. Členy spojenecké kontrolní rady byly Spojené státy americké, Spojené království, Francie a Sovětský svaz. Sídlila v Schönebergu.

## Vznik
Zřízení tohoto orgánu deklaruje Evropská poradní komise na základě dohody o kontrolním systému v Německu vydané 14. listopadu 1944. Po zatčení říšské vlády ve Flensburgu 23. května 1945 (které bylo z hlediska moci po podpisu kapitulace pouhou formalitou) nastalo v Německu krátké bezvládí. To bylo ukončeno 5. června 1945 podpisem Berlínské deklarace, která zřídila Spojeneckou kontrolní radu. Signatáři deklarace se současně stali prvními členy rady. Každý z členů byl rovněž vojenským guvernérem příslušné okupační zóny.

## Činnost
Spojenecká kontrolní rada představovala nejvyšší úřední a správní moc na území Německa. Jako podpůrný orgán byl vytvořen koordinační výbor, v němž zasedal vždy jeden zástupce vojenského guvernéra, a kontrolní štáb, jenž byl dále dělen na několik ředitelství podle oboru činností, jimiž se zabýval. Kontrolní rada měla na starosti celoněmecké záležitosti, v první řadě rušení nacistických zákonů. Kontrolní rada fungovala na základě jednomyslné shody, což se ukázalo jako problematické. Mezi západními spojenci a Sovětským svazem rostla vzájemná nedůvěra a vývoj v jednotlivých zónách byl dosti odlišný. Funkce kontrolní rady byla omezována neshodami mezi spojenci, jejich vizemi a názory. Největší rozpory panovaly v otázce obnovy hospodářské jednoty, proklamované v Postupimské dohodě. V praxi tato situace vedla k tomu, že každý vojenský guvernér spravoval svou zónu po svém, bez nějaké ústřední organizační jednoty. Tato situace znemožňovala podnikat kroky ke konečnému sjednocení všech čtyř okupačních zón. Neexistence přímé výkonné moci, podléhající pouze radě, závislost rady na vůli jednotlivých vojenských guvernérů, pak v konečném důsledku vedla ke vzniku dvou státních útvarů na území Německa.